# Eduardo Migliónico
Eduardo Migliónico (* 26. August 1958 in Montevideo, Uruguay) ist ein uruguayischer Schauspieler.
Migliónico besuchte die Theaterschule des El Galpón. Er trat sowohl auf der Theaterbühne als auch im Fernsehen, Film und Werbespots in Erscheinung. Ab 1988 wirkte er unter der Regie zahlreicher bekannter Regisseure wie beispielsweise Fernando Toja, César Campodónico, Rubén Yáñez, Marcelino Duffau und Alejandra Weigle. Dabei spielte er unter anderem in Shakespeares La fierecilla domada, in Juancito de la Ribera von Alberto Vaccarezza, Hugo A. Mieres’ Querida, espero que te mueras, in Voces en el umbral von Victór Rasón, Gracias por todo von Fernando Schmidt und Hello, Dolly!. Auf der Leinwand war er 1994 in El dirigible von Regisseur Pablo Dotta zu sehen. 2000 hatte er eine kleinere Rolle in Marcelo Piñeyros Plata quemada. Dem Cast des 2001 erschienenen Mala racha unter der Regie von Daniela Speranza gehörte er ebenfalls an. Auch im beim World Film Festival 2002 Erwähnung findenden (Corazón de Fuego) von Diego Arsuaga, der auf der Nordhalbkugel unter dem Namen El último tren bzw. Der letzte Zug bekannt ist, wirkte er mit. 2008 stand er in Paisito vor der Kamera.